# Amman Stock Exchange
De Amman Stock Exchange of ASE is de aandelenbeurs van Jordanië, gevestigd in de hoofdstad Amman. 

## Geschiedenis
ASE is opgericht in maart 1999. De beurs wordt bestuurd door zeven leden in de raad van het bestuur. De bestuursvoorzitter regelt de dagelijkse gang van zaken en rapporteert aan de rest van het bestuur. De leden van de beurs zijn de 65 aangesloten brokerage ondernemingen.

## Verrichtingen
De ASE heeft een obligatiemarkt en een aandelenmarkt. De aandelenmarkt is verdeeld in een first en second markt. De voornaamste aandelenindices zijn de ASE Unweighted Index en de ASE Market Capitalization Weighted Index.